# چلیابینسک تراکتور
چلیابینسک تراکتور (روسی: Челябинский тракторный завод) شرکت مهندسی روسی است، که در سال ۱۹۳۳ تأسیس شد و هم‌اکنون زیرمجموعه‌ای از شرکت اورال‌واگن‌زاود می‌باشد.